# Pollex mindanaoi
Pollex mindanaoi là một loài bướm đêm thuộc họ Erebidae. Loài này có ở Mindanao ở Philippines.
Sải cánh dài khoảng 8 mm. Cánh trước hẹp và màu nâu sáng. Cánh dưới màu nâu đậm đồng nhất.